# Marvel Pókember
A Marvel Pókember (eredeti cím: Marvel's Spider-Man) 2017 és 2020 között vetített amerikai 2D-s számítógépes animációs szuperhős sorozat, ami a Marvel-képregények hőséről, a Steve Ditko és Stan Lee által megalkotott Pókemberről szól, alkotója Kevin Shinick.
Amerikában a Disney XD mutatta be 2017. június 28-án egy négy perces bevezetőt. A tényleges premier 2017. augusztus 19-én volt. Magyarországon a Disney Channel 2017. szeptember 16-án mutatta be.

## Ismertető
A tehetséges tinédzser, Peter Parker szuperképességekre tesz szert, miután egy iskolai kirándulás során megcsípi egy radioaktív pók az Oscorp Industries laborjában. Miután egy birkózóarénában habozik megállítani egy betörőt, aki később meggyilkolja Ben bácsiját, Peter ráébred arra, hogy felelősséget kell vállalnia erejéért, és így születik meg benne a Pókember szuperhős identitása. Nem sokkal később Peter megpróbálja egyensúlyba hozni bűnüldözői karrierjét új iskolájával, a Horizon High-val, amelyet zseniknek hoztak létre, és Max Modell vezet. Peter oldalán harcol Norman Osborn, Sakál és számos más gonosztevő ellen osztálytársai: Gwen Stacy, Miles Morales (aki Peterhez hasonló képességekre tesz szert, és végül aCsodálatos Pókember lesz), valamint Anya Corazon. Legjobb barátja, Harry Osborn is csatlakozik hozzá, aki idővel maga is szuperhőssé válik.
Néhány hónappal később Otto Octavius megszerzi Pókember testét, és ő lesz a Superior Spider-Man. Peter tudata Otto csápos hámjába kerül, és sikerül meggyőznie őt, hogy fordítsa vissza a testcserét. Pókember és társai felfedezik egy szekta-szerű szervezet létezését, amelyet Adrian Toomes vezet Goblin Királyként. Peter állást kap a Hírharsonánál, Anya a „Pók-sziget” incidens következtében szupererőkre tesz szert és Póklány lesz, Gwen pedig a Vérdrágakő révén kap képességeket, és Szellempókként válik ismertté. Pókember megalapítja a „Pók–csapatot” közeli barátaival.
Két héttel később Pókember két különálló összeesküvést leplez le, amelyek középpontjában Venom áll. A legjelentősebb ezek közül Max Modell segítése a Föld megmentésében a Venom által megidézett Klyntar invázióval szemben. A másik szál egy összeesküvés, amelyet Curt Connors irányít, és amelynek célja, hogy Modellre kenjék Venom tetteit.
A Vészmanó támogatásával a Pókcsapat leleplezi Norman összeesküvését, ennek eredményeként Modell visszakapja az állását. A Klyntar elleni harc során azonban a Horizon High elpusztul, így a Pók-csapat tagjai új technológiai laboratóriumot hoznak létre, amelyet Worldwide Engineering Brigade-nek neveznek el, és amely a régi iskola helyébe lép.

## Szereplők

### Főszereplők
| Név                                                                  | Eredeti hang                                        | Magyar hang      |
| -------------------------------------------------------------------- | --------------------------------------------------- | ---------------- |
| Peter Parker / Pókember                                              | Robbie Daymond                                      | Baráth István    |
| Miles Morales / Csodálatos Pókember                                  | Nadji Jeter                                         | Czető Ádám       |
| Gwen Stacy / Pók-Gwen / Szellempók                                   | Laura Bailey                                        | Győriványi Laura |
| Anya Corazon / Póklány                                               | Melanie Minichino                                   | Csifó Dorina     |
| Harry Osborn / Vészmanó                                              | Max Mittelman                                       | Czető Roland     |
| Otto Octavius / Doktor Oktopusz / Living Brain / Superior Spider-Man | Scott Menville Robbie Daymond (Superior Spider-Man) | Szvetlov Balázs  |
| Max Modell                                                           | Fred Tatasciore                                     | Törköly Levente  |

### Mellékszereplő
| Név                                   | Eredeti hang                                        | Magyar hang            |
| ------------------------------------- | --------------------------------------------------- | ---------------------- |
| Natasha Romanoff / Fekete Özvegy      | Laura Bailey                                        | Solecki Janka          |
| Galina Nemirovsky / Vörös Dinamó      | Laura Bailey                                        | Lipcsey Colini Borbála |
| Bruce Banner / Hulk                   | Fred Tatasciore (Hulk) Kevin Shinick (Bruce Banner) | Varga Rókus            |
| Brock Rumlow / Halálfej               | Fred Tatasciore                                     | Maday Gábor            |
| Szergej Kravinoff / Kraven            | Troy Baker                                          | Jakab Csaba            |
| Carl Creel / Szivacsember             | Gregg Berger                                        | Debreczeny Csaba       |
| Herman Schultz / Rengető              | Cameron Boyce                                       | Berkes Bence           |
| Keemia Marko / Homoklány              | Sofia Carson                                        | Berkes Boglárka        |
| Kalapácsfej                           | Jim Cummings                                        | Forgács Gábor          |
| Szellem                               | Jim Cummings                                        | Fehér Péter            |
| Jefferson Davis / Swarm               | Alex Désert                                         | Imre István            |
| Randy Macklean / Hóvihar              | Trevor Devall                                       | Szatmári Attila        |
| Raymond Warren / A Sakál              | John DiMaggio                                       | Horváth Illés          |
| Flash Thompson / Venom                | Benjamin Diskin                                     | Gacsal Ádám            |
| Spencer Smythe                        | Benjamin Diskin                                     | Galambos Péter         |
| Adrian Toomes / Keselyű / Goblin King | Alistair Duncan                                     | Fazekas István         |
| Felicia Hardy / Fekete Macska         | Grey DeLisle                                        | Bogdányi Titanilla     |
| Robbie Robertson                      | Ernie Hudson                                        | Dolmány Attila         |
| Norman Osborn / Zöld Manó             | Josh Keaton                                         | Sarádi Zsolt           |
| John Jameson / Farkasember            | Josh Keaton                                         | Molnár Levente         |
| Ollie Osnick                          | Csiby Gergely                                       |                        |
| Liz Allan / Golyós                    | Natalie Lander                                      | Szabó Zselyke          |
| May Parker                            | Nancy Linari                                        | Szórádi Erika          |
| Dr. Curt Connors / Gyík               | Yuri Lowenthal                                      | Karácsonyi Zoltán      |
| Clayton Cole                          | Yuri Lowenthal                                      | Bogdán Gergő           |
| Aleksei Sytsevich / Rhino             | Matthew Mercer                                      | Szűcs Péter Pál        |
| Ben Parker                            | Patton Oswalt                                       | Rosta Sándor           |
| Joe Q.                                | Joe Quesada                                         | Hegedüs Miklós         |
| Randy Robertson                       | Zeno Robinson                                       | Gacsal Ádám (1. hang)  |
| Randy Robertson                       | Zeno Robinson                                       | Penke Bence (2. hang)  |
| Sal Salerno                           | Sean Schemmel (1. évad) Phil LaMarr (2. évad)       | Sipos Imre             |
| Mac Gargan / Skorpió                  | Jason Spisak                                        | Potocsny Andor         |
| Alistair Smythe                       | Jason Spisak                                        | Hajdu Tibor            |
| Flint Marko / Homokember              | Travis Willingham                                   | Kőrösi András          |
| Tony Stark / Vasember                 | Mick Wingert                                        | Makranczi Zalán        |

### Magyar változat
- Főcím: Bozai József
- Magyar szöveg: Laki Mihály
- Hangmérnök: Kiss István
- Vágó: Kajdácsi Brigitta, Simkóné Varga Erzsébet
- Gyártásvezető: Fehér József
- Szinkronrendező: Stern Dániel

A szinkront a Mafilm Audio Kft. készítette.

## Epizódok
| Évad | Évad        | Epizód | Hivatalos premier   | Hivatalos premier | Magyar premier       | Magyar premier       |
| Évad | Évad        | Epizód | Évadpremier         | Évadfinálé        | Évadpremier          | Évadfinálé           |
| ---- | ----------- | ------ | ------------------- | ----------------- | -------------------- | -------------------- |
|      | Minisorozat | 6      | 2017. június 28.    | 2017. július 29.  | 2017. szeptember 16. | 2017. szeptember 16. |
|      | 1           | 25     | 2017. augusztus 19. | 2018. február 18. | 2017. szeptember 16. | 2018. július 27.     |
|      | 2           | 26     | 2018. június 18.    | 2019. december 1. | TBA                  | TBA                  |
|      | 3           | 6      | 2020. április 19.   | 2020. október 25. | TBA                  | TBA                  |

## A sorozat készítése
2016 októberében a jelentette be Cort Lane, a Marvel Animation alelnöke, hogy készül a következő Pókember sorozat. A sorozat bemutatója 2017. augusztus 19-én a Disney XD-n.
A műsort megújították egy második évadra, amelynek premierje 2018. június 18-án volt. A sorozat harmadik évada Maximum Venom alcímet kapta. A „Maximum Venom” gyártása 2019 februárja körül kezdődött és 2019 októberében ért véget.